# Casa de Ulhôa Cintra
A Casa de Ulhôa Cintra, também conhecida como Casa dos Ministérios, é um casarão histórico, construído em meados do século XIX. Foi a residência de José Pinheiro de Ulhôa Cintra e sua família. Localiza-se na cidade de Caçapava do Sul, no estado de Rio Grande do Sul. É um patrimônio histórico tombado pelo Instituto do Patrimônio Histórico e Artístico do Estado (IPHAE), na data de 28 de fevereiro de 1994, sob o processo de nº 927-1.00 SEDAC/91-9.
O casarão já abrigou a tipografia do jornal O Povo, o jornal oficial da revolução Farroupilha, a sede do Ministério Republicano, espaço para exibição de filmes, a sede do Clube União Caçapavana e o Museu Lanceiros do Sul.
Atualmente é de propriedade privada e está sem uso por causa do desabamento do telhado. O atual proprietário não possui recursos para fazer a restauração do bem tombado conforme as exigências da Instituto do Patrimônio Histórico e Artístico do Estado (IPHAE). Neste ano de 2021, há projeto para restauro.

## Arquitetura
A edificação de arquitetura colonial foi construída com um pavimento, o telhado de quatro águas, com telhas capa e canal, beiral e cimalha. Na fachada, há quatro janelas e duas portas, todas de madeira e vidro, de duas folhas, com vãos em verga em arco na parte superior.